# John Nogrady
John Nogrady  (mort le 21 mai 2007) est un joueur américain de tennis des années 1940.

## Palmarès
- US Pro : Finaliste en 1943 et 1945 ; Demi-finaliste en 1940